# Nivenia argentea
Nivenia argentea är en irisväxtart som beskrevs av Peter Goldblatt. Nivenia argentea ingår i släktet Nivenia och familjen irisväxter. Inga underarter finns listade i Catalogue of Life.